# Mary Brück
Mary Teresa Brück (geb. Mary Teresa Conway, irisch Máire Treasa Ní Chonmhidhe; * 29. Mai 1925 in Ballivor, Irland; † 11. Dezember 2008 in Penicuik, Schottland) war eine irische Astronomin, Astrophysikerin und Hochschullehrerin. Ihre Forschung beschäftigte sich mit der fotografischen Messung von Farbe und Helligkeit von Sternen und dem sich damals neu entwickelnden Gebiet der Photometrie.

## Leben und Werk

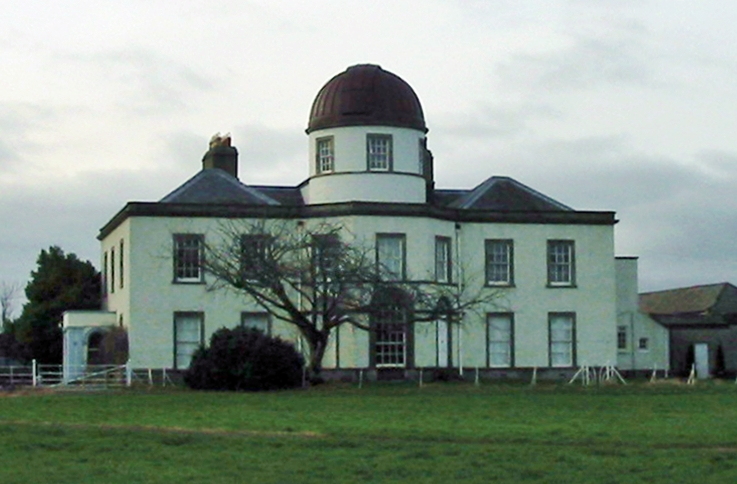
Dunsink Observatory, Dublin

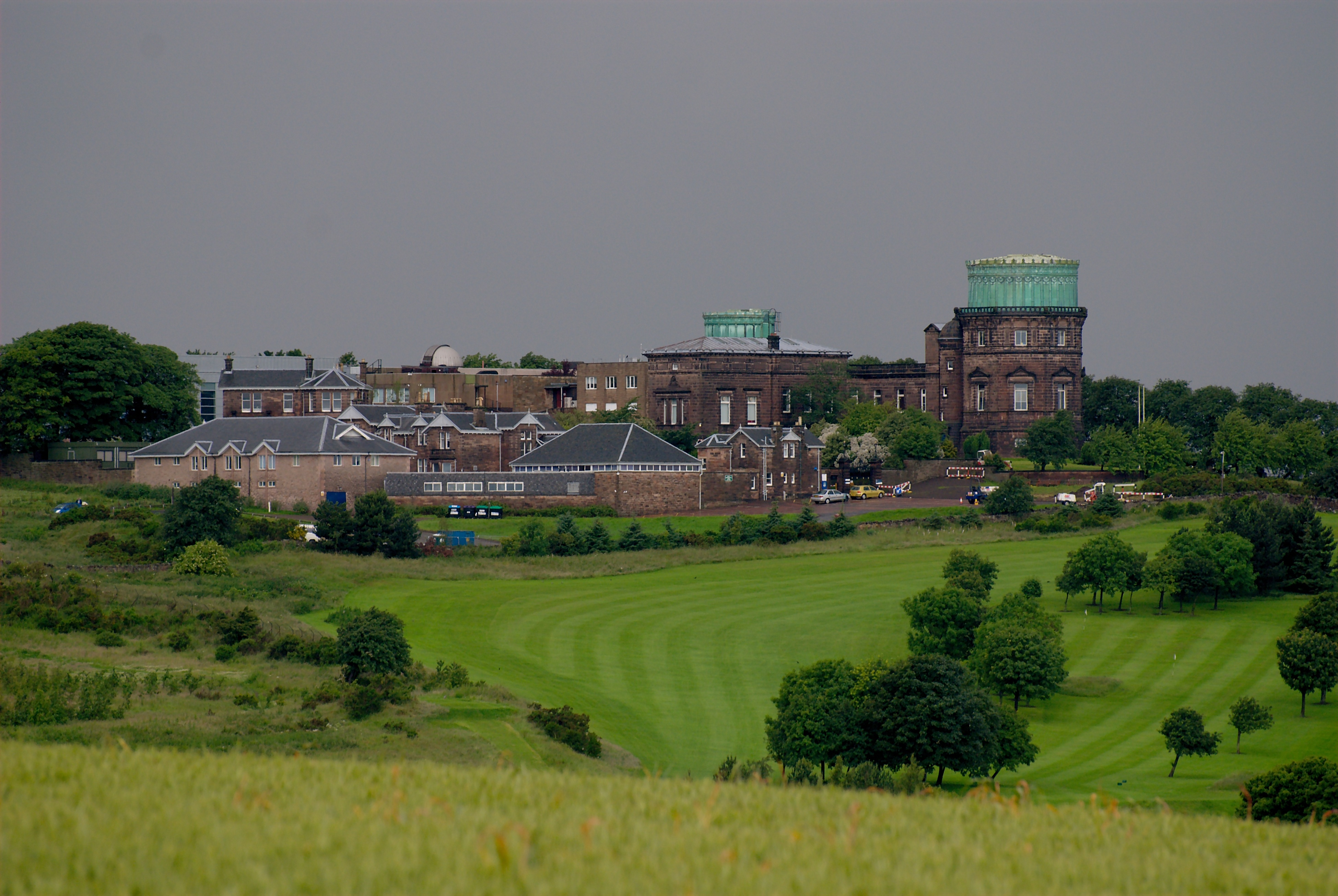
Royal Observatory, Edinburgh

Brück wurde als ältestes von acht Kindern in der irischen Grafschaft Meath als Tochter der Lehrer Thomas und Margaret Conway geboren. Sie schloss ihr Physikstudium am University College Dublin ab und promovierte 1950 bei Mervyn A. Ellison an der University of Edinburgh über Sonnenspektroskopie mit der Dissertation Studies of Hα Line Profiles in Prominences. Ihre erste Stelle als Astronomin erhielt sie am Dunsink Observatory bei Dublin, das 1947 als Forschungsinstitut wiedereröffnet und in das Dublin Institute for Advanced Studies umgewandelt worden war. Dort setzte sie ihre Arbeit an der Sonnenspektroskopie fort und entwickelte die ultraviolette Erweiterung des grundlegenden Utrechter Sonnenatlas.
1951 heiratete sie den Witwer Hermann Brück, der Direktor des Observatoriums war. 1957 wurde ihr Ehemann königlicher Astronom für Schottland, leitete das Royal Observatory Edinburgh und lehrte an der University of Edinburgh. Sie bekam drei Kinder mit ihm und lebte mit der Familie als letzte königliche Astronomen-Familie am Royal Observatory auf Blackford Hill.
1962 wurde sie an der University of Edinburgh zur Teilzeitdozentin ernannt. Später wurde sie zur Vollzeitdozentin und schließlich zur Dozentin befördert. Sie übernahm die Leitung des von Michael Smyth für den neu eingeführten Astrophysik-Studiengang eingerichteten Labors für Studenten. Ihre Expertise lag in der Entwicklung von Übungen zur Nachbildung der von Astronomen verwendeten Verfahren, insbesondere derjenigen, die die Fotografien der britischen Schmidt-Durchmusterung verwendeten, die in den 1970er Jahren neue Aspekte des Universums enthüllten. Für ihre Forschung in Edinburgh nutzte sie die neuen Einrichtungen, die Fotografien des britischen Schmidt-Teleskops in Siding Spring in Australien und die damals modernste computergesteuerte Messmaschine Galaxy. Mit diesen Geräten bestimmte sie die Helligkeit und Farbe einer großen Anzahl von Sternen. Sie nutzte die Anzahl, Helligkeit und Farbe der Sterne in den Magellanschen Wolken, um die Struktur und Entwicklung dieser nahegelegenen Galaxien zu untersuchen.
Nach ihrer Pensionierung 1987 nach einem dreijährigen Universitätsstipendium widmete sie sich mit ihrem Ehemann der Astronomiegeschichte. Sie veröffentlichte Agnes Clerke and the Rise of Astrophysics (2002) und Stars and Satellites. Sie verfasste Beiträge für mehrere wissenschaftsgeschichtliche Zeitschriften sowie für das Dictionary of National Biography und gehörte zu dem Redaktionsausschuss des Journal of the Society for the History of Astronomy. Zahlreiche Artikel veröffentlichte sie in den Monthly Notices of the Royal Astronomical Society, den Publications of the Royal Observatory Edinburgh sowie in Nature and Astronomy and Astrophysics. Sie hat umfangreiche Forschung zu Astronominnen betrieben, darunter biografische Einträge im Dictionary of Nineteenth Century British Scientists (2004), im Larousse Dictionary of Scientists (Larousse, Edinburgh 1994), in der Biographical Encyclopaedia of Astronomers (Springer 2006), im Biographical Dictionary of Scottish Women (Edinburgh University Press 2006) und im Royal Irish Academy Biographical Dictionary.
In Anerkennung ihrer Arbeit zur Förderung der Astronomie verlieh die Universität zu ihrem 80. Geburtstag ein Stipendium. Sie hielt bis kurz vor ihrem Tod weiterhin öffentliche Vorträge zum Thema Frauen in der Astronomie.

## Auszeichnungen und Ehrungen (Auswahl)
- 2001: Lorimer-Medaille der Edinburgh Astronomical Society[10][11]
- 2017: die Dublin City University benannte ein Gebäude nach Dr. Mary Brück in Anerkennung ihrer Beiträge zur Wissenschaft[12]
- Ihr zu Ehren wurde das „Mary Brück Building“ bei King’s Buildings an der University of Edinburgh errichtet[13]

## Veröffentlichungen (Auswahl)
- mit Hermann Brück: The peripatetic astronomer: The life of Charles Piazzi Smyth. Adam Hilger, 1988.
- Women in Early British and Irish Astronomy. Springer, ISBN 978-90-481-2473-2.
- The Ladybird book of the Night Sky. Ladybird / Wills & Hepworth, 1965.
- Women in astronomy Get access Arrow. Astronomy & Geophysics, Volume 38, Issue 6, December 1997, S. 4. doi:10.1093/astrog/38.6.4
- mit Hermann Brück: The solar installation of Dunsick Observatory. Vistas in Astronomy, Band 1, 1955, S. 430–437.